# Lamborghini Countach
Lamborghini Countach — спорткар створений спеціалістами фірми Lamborghini і виготовлявся з 1974 по 1990 роки.

## Історія моделі

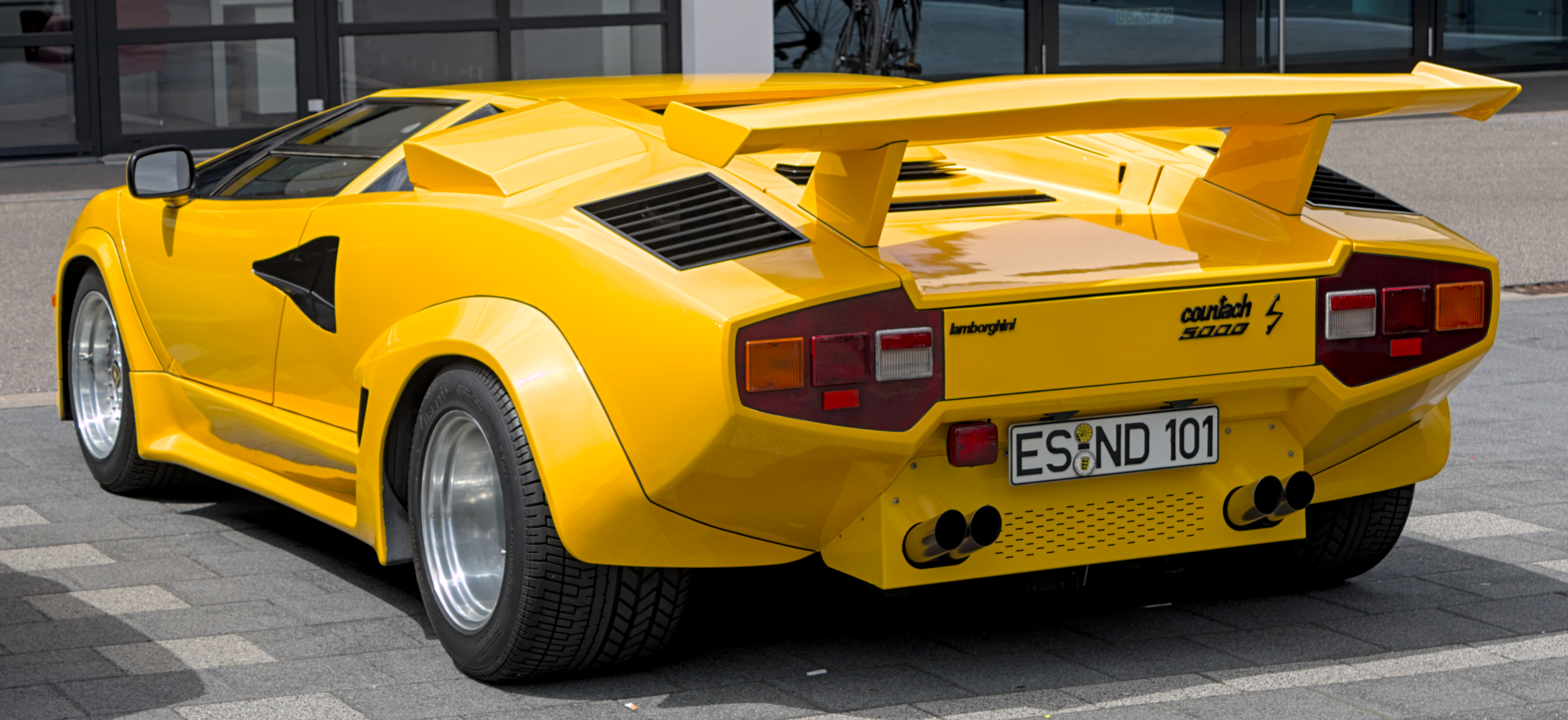
Lamborghini Countach LP500S

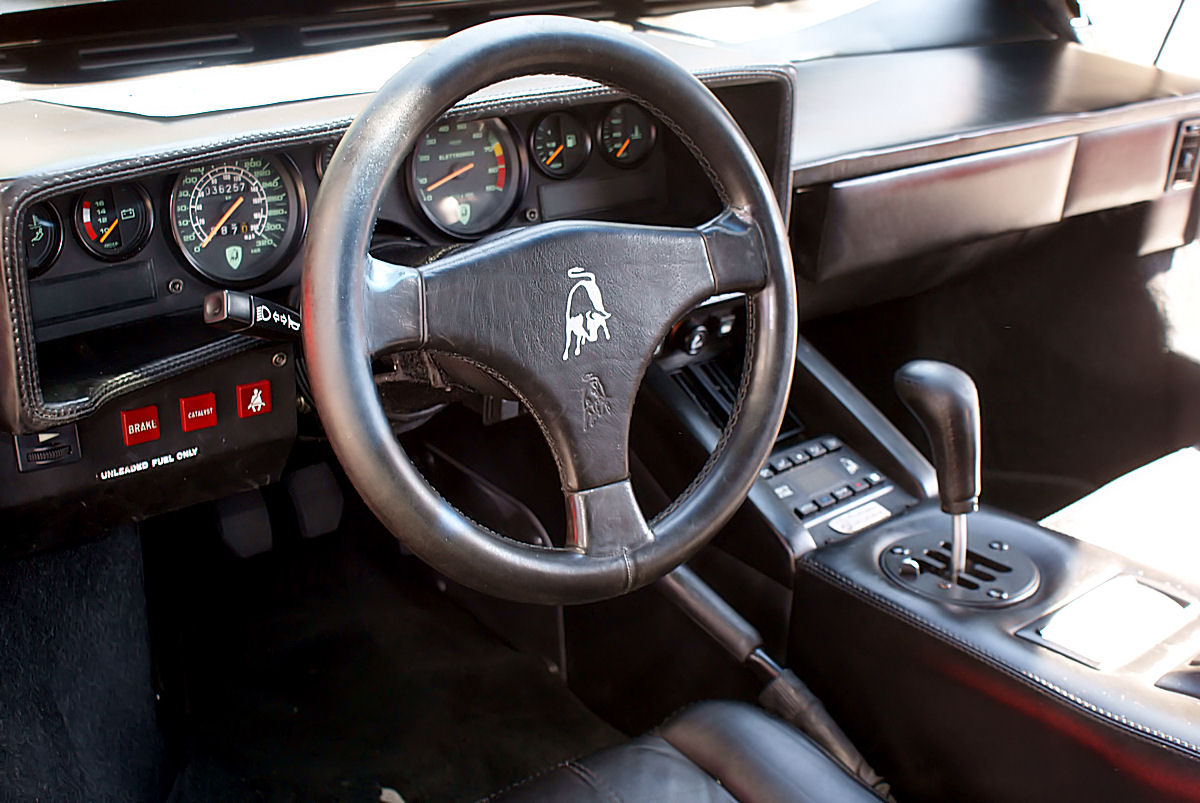

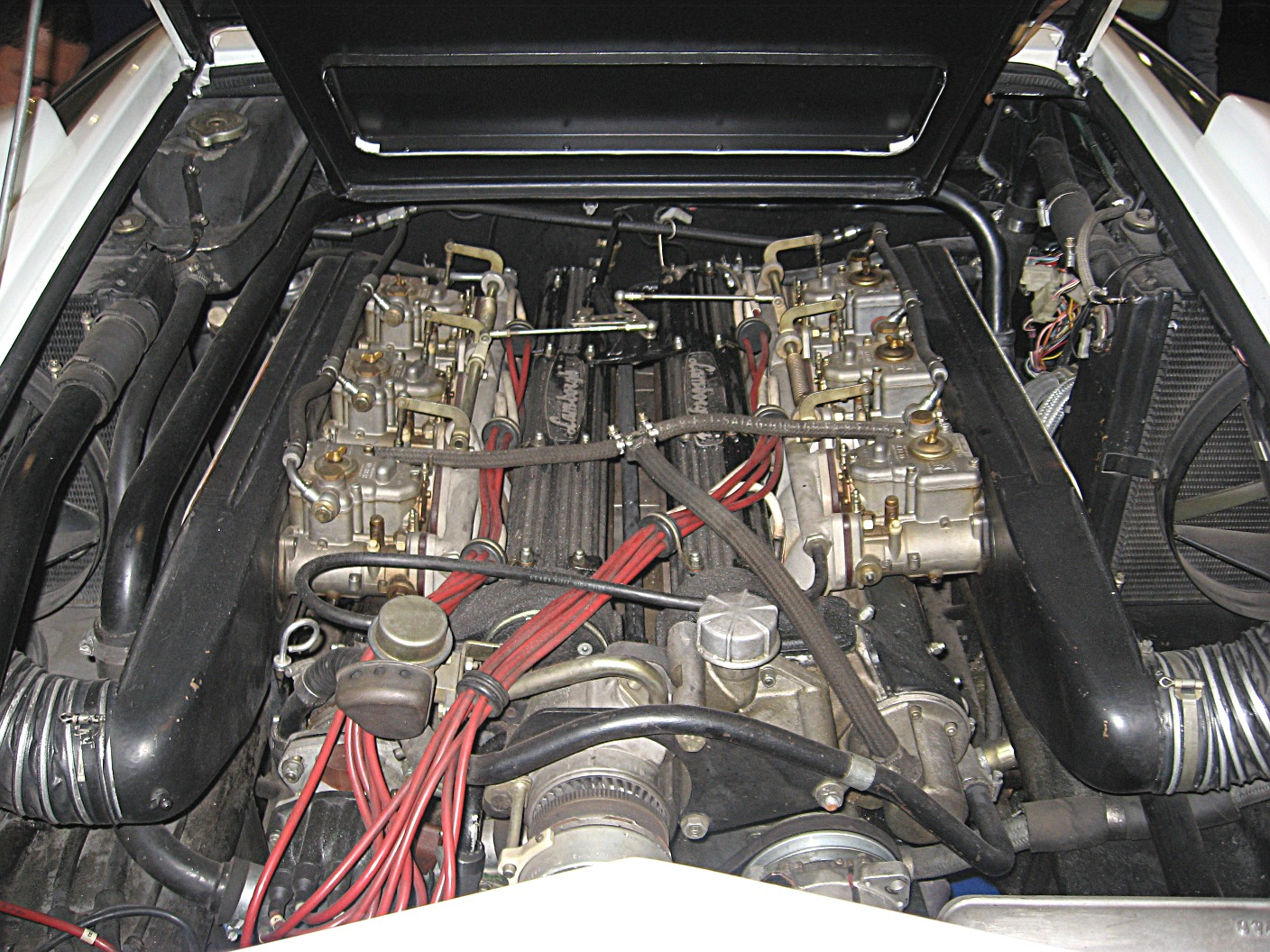
Lamborghini V12

Знаменитий суперкар пішов в серію вже після того, як Ферруччіо Ламборгіні продав компанію новим власникам. Про це можна судити і за непрямими ознаками. Адже назва Countach (українською читається як «кунташ») не має до биків і кориди ніякого відношення. На п'ємонтському діалекті північної Італії це слово означає захоплений вигук — так місцеві чоловіки проводжають проходжуючу мимо красуню. Побудована з метою шокувати як дизайном, так і технічними характеристиками, Countach по праву вважається однією з найкращих робіт Марчело Гандіні — чого варті тільки двері типу гільйотини, рубані лінії в стилі індастрі і повітрозабірники. І навіть базовий 350-сильний двигун (на пізніх версіях потужність зросла до 455 к.с.) при неймовірно низькій для суперкара масі в 1130 кг забезпечував максимальну швидкість в районі 280 км/год. З іншого боку, на робочому місці водія можна було випробувати напад клаустрофобії, оглядовість практично була відсутня і була потрібна велика фізична сила, щоб просто провернути кермо. Тим не менше для позера-мультимільйонера Countach — це справжня знахідка, як 35 років тому, так і сьогодні.

## Стиль
Countach був створений Марчело Гандіні з дизайнерської студії Бартоне, того ж дизайнера та студії, яка розробляла Міуру. Гандіні був тоді молодим, недосвідченим дизайнером - не дуже досвідченим у практичних, ергономічних аспектах автомобільного дизайну, але в той же час безперешкодним. Гандіні знову випустив ще один вражаючий дизайн. Форма Countach була широкою та низькою (ширина 2000 мм та висота 1070 мм), але не дуже довгою (4140 мм). Його кутастий та клиноподібний кузов був виготовлений практично цілком з плоских, трапецієподібних панелей.
Двері Countach, найчастіше вважаються торговою маркою автомобілів Lamborghini, були чудовими дизайнерськими рішенням. Вони вперше з'явилися на концепт-карі Alfa Romeo 33 "Carabo" у 1968 році, більш ранній дизайн Гандіні. Двері стали називатися - ножовими дверима: навісні на фронті з горизонтальними петлями, так що вони піднімалися та нахилялися вперед. Основна причина в тому, що трубчасте шасі автомобіля призводить до дуже високих і широких підвіконь дверей. Це також було частково для стилю, і частково через те, що ширина автомобіля,  унеможливлює використати звичайних дверей. Погана задня видимість автомобіля та широкі підвіконня призвели до того, що водії приймають метод перевертання автомобіля для стоянки, відкриваючи двері, сидячи на підвіконні та повертаючись назад, дивлячись на зад автомобіля зовні. 
Чистий стиль прототипу був поступово змінений розвитком автомобіля, щоб поліпшити його продуктивність, керованість, стійкість і здатність відповідати вимогам, що висувалися. Це почалося з першої виробничої моделі, яка включала кілька впускних отворів, які Lamborghini вважала необхідними для кращого охолодження двигуна. Вони включали повітря забірник NACA на дверях і задніх крилах. Зміни дизайну автомобіля закінчилися великим двигуном безпосередньо позаду водія, зменшуючи задній огляд. Пізніші доповнення - у тому числі розширення арок, спойлери, карбюраторні покриття та бампери - поступово змінили естетичні показники автомобіля. 
Стиль і візуальні враження Countach зробили його іконою чудового дизайну, крім автомобільних інженерів. Високі характеристики продуктивності пізніших моделей Lamborghini (таких як Diablo або Murciélago) звернулися до водіїв і інженерів-виконавців автомобілів, однак у них ніколи не було оригінальності, які дали Countach свою відмінність. Різні враження, що залишилися від різних моделей Lamborghini, спричинили численні дебати і розбіжності у тому, що становлять "класичний" або "чудовий" автомобільний дизайн (елегантний зовнішній вигляд і стиль, порівняно з технічною та інженерною перевагою). Незважаючи на непрактичність та необхідність оновлення впродовж часу, основна знакова форма першого прототипу Countach, зроблена в 1971 році, залишилася практично незмінною протягом надзвичайно довгого 19-річного терміну випуску моделі.

## Двигуни
- 3.9 L Lamborghini V12 355-375 к.с. 356-361 Нм (LP400, LP400 S)
- 4.8 L Lamborghini V12 375 к.с. 418 Нм (LP500 S)
- 5.2 L Lamborghini V12 420-490 к.с. 500 Нм (5000 QV, 25th Anniversary)

## Ходові якості, витрата палива, вага
| Модель                  | Максимальна швидкість | Розгін 0 до 100 км/год | Витрата палива на 100 км | Вага    |
| ----------------------- | --------------------- | ---------------------- | ------------------------ | ------- |
| LP500 Prototype         | 300 км/год            | 5 с                    | --- літрів               | 1130 кг |
| LP400                   | 309 км/год            | 5,4 с                  | --- літрів               | 1065 кг |
| LP400S                  | 292 км/год            | 5,9 с                  | --- літрів               | 1200 кг |
| LP500S                  | 300 км/год            | 5,4 с                  | 26 літрів                | 1480 кг |
| LP5000S QV              | 295 км/год            | 4,9 с                  | 20-30 літрів             | 1490 кг |
| 25 Anniversary          | 295 км/год            | 4,9 с                  | 20-30 літрів             | 1590 кг |
| Evoluzione prototype    | 330 км/год            | 4,2 с                  | 20-50 літрів             | 980 кг  |
| LP500 Turbo S prototype | 333 км/год            | 3,6 с                  | --- літрів               | --- кг  |

## Виробництво
| LP500   | LP400        | LP400S   | LP500S    | Quattrovalvole | 25 Anniversario | Evoluzione | L150    | LP500 Turbo S |
| 1 штука | 150/157 штук | 237 штук | 321 штука | 610 штук       | 657 штук        | 1 штука    | 1 штука | 2 штуки       |